# Junkers Ju 160
Die Junkers Ju 160 war ein als einmotoriger Tiefdecker ausgelegtes deutsches Verkehrsflugzeug des Herstellers Junkers Flugzeugwerke AG.

## Geschichte
Die Ju 160 wurde als Schnellverkehrsflugzeug aus der Ju 60 entwickelt und startete am 30. Januar 1934 zum Erstflug. Insgesamt wurden nur 46 Stück (Werk-Nr. 4202 bis 4247) gebaut, auch wenn die Literatur von 48 Stück spricht.
Als Antrieb wurde ein 660 PS leistender Sternmotor BMW 132A gewählt. Neben den beiden Besatzungsmitgliedern konnten sechs Passagiere befördert werden. Der dritte Prototyp der Ju 60 mit der Werknummer 4202 wurde als Prototyp für die verbesserte Junkers verwendet. Diese Mustermaschine erhielt das Kennzeichen D-UNOR.
Im Wesentlichen entsprach die Ju 160 ihrer Vorgängerin. Einige entscheidende aerodynamische Änderungen sorgten jedoch für eine wesentlich bessere Reisegeschwindigkeit. So wurden nun auch die Flügel mit Glattblech beplankt. Außerdem erhielten sie eine stark gepfeilte Vorderkante. Sämtliche Öffnungen wie Türen und Fenster sowie Griffe, Niete und Tritte wurden so angebracht, dass sie bündig mit der Außenhaut abschlossen.

## Ziviler Einsatz
Wie die bereits von der Lufthansa bestellte Heinkel He 70 erreichte auch die Ju 160 eine Höchstgeschwindigkeit von 340 km/h. Die Lufthansa setzte insgesamt 21 Ju 160 ein, wobei die V1 als reichseigenes Flugzeug nur im Rahmen einer Erprobung von Oktober 1934 bis Dezember 1935 bei der DLH flog. Die Lufthansa kaufte im Jahre 1935 neun Ju 160 und elf im Jahre 1936. Der Einsatz erfolgte vorwiegend auf Nebenstrecken, da die Passagierkapazität für die Hauptstrecken zu gering war. Von 1935 bis 1939 wurden 3,5 Mio. Kilometer im Linienverkehr geflogen. Die D-UVUX flog im IV. Quartal 1935 als Eu XVI für die Eurasia, schied aber nach einem Bruch aus und wurde zur Reparatur an die DLH zurückgegeben. Die Ju 160 galt als schwierig zu fliegendes Flugzeug. 1936 bis 1938 gab es insgesamt vier Totalschäden. Bei drei dieser Unfälle waren Opfer zu beklagen. Bei Kriegsbeginn wurden die Flugzeuge abgestellt und nach und nach an die Luftwaffe abgegeben. Dort wurden sie 1941 verschrottet.
Zwei Ju 160 wurden nach Japan exportiert, davon wurde eine als J-DAAF im Jahre 1939 zugelassen, verunglückte aber bereits am 7. Oktober 1939.
Neben der Lufthansa betrieb auch die Deutsche Versuchsanstalt für Luftfahrt insgesamt drei Ju 160.
Die V2 D-UFUX wurde 1935 als Behelfskampfflugzeug in Rechlin erprobt.

## Technische Daten
| Kenngröße                        | Daten (Ju 160 A-0)                               |
| -------------------------------- | ------------------------------------------------ |
| Besatzung                        | 2                                                |
| Passagiere                       | 6                                                |
| Länge                            | 12,00 m                                          |
| Spannweite                       | 14,30 m                                          |
| Höhe                             | 3,92 m                                           |
| Flügelfläche                     | 34,80 m²                                         |
| Flügelstreckung                  | 5,9                                              |
| Rüstmasse                        | 2520 kg                                          |
| Startmasse                       | 3550 kg                                          |
| Antrieb                          | 1 × Neunzylinder-Sternmotor BMW 132 A-2          |
| Startleistung 5-min-Kurzleistung | 725 PS (533 kW) 660 PS (485 kW)                  |
| Höchstgeschwindigkeit            | 340 km/h                                         |
| Reisegeschwindigkeit             | 315 km/h in 2000 m Höhe                          |
| Landegeschwindigkeit             | 100 km/h                                         |
| Steigleistung                    | 3,9 min auf 1000 m Höhe 16,0 min auf 3000 m Höhe |
| Dienstgipfelhöhe                 | 5200 m                                           |
| Reichweite                       | 1000 km                                          |
| Startrollstrecke                 | ca. 580 m                                        |